# دعامة (فطر)

رسم تخطيطي يُظهر فطر فطري دعامي وبنية حرشفية ودعامة (Basidium) حاملة للأبواغ على هوامش الحراشف.

الدِّعَامة أو بازيديوم أو حافظة بازيدية هي كيس بوغي مجهري (بنية منتجة للأبواغ) توجد على hymenophore من الثمرة البوغية للفطريات الدعامية والتي تسمى أيضًا ثلاثية الغزل الفطري والتي تطورت من ثنائية الغزل الفطري. الفطريات الثلاثية هي فطريات ثانوية عالية الالتفاف – dikaryon. يعد وجود الدعامة أحد السمات المميزة الرئيسية للدعاميات. عادة ما تحمل الدعامة أربعة أبواغ جنسية تسمى الأبواغ الدعامية. يراوح عددهم من اثنين إلى ثمانية. في الفطر الدعامي النموذجي يتحمل كل بوصلة قاعدية عند طرف طرف أو قرن ضيق يسمى مجيلًا وتُفَرَّغ قسرًا عند النضج.